# Ust-Khàiriuzovo
Ust-Khàiriuzovo (en rus: Усть-Хайрюзово) és un poble del krai de Kamtxatka, a Rússia, que el 2021 tenia 798 habitants. Pertany al districte de Tiguil.